# Provincia di Potenza
La provincia di Potenza è una provincia italiana della Basilicata, di 341 204 abitanti.
Affacciata a sud-ovest per un breve tratto sul mar Tirreno, confina a ovest con la Campania (provincia di Salerno e provincia di Avellino), a nord con la Puglia (provincia di Foggia, provincia di Barletta-Andria-Trani e città metropolitana di Bari), a est con la provincia di Matera e a sud con la Calabria (provincia di Cosenza).
La provincia di Potenza, che fino al 1927 includeva anche il territorio dell'odierna provincia di Matera, ha ereditato il suo stemma dall'antica provincia di Basilicata.

## Geografia fisica
Più estesa della provincia lucana di Matera, quella di Potenza si caratterizza per la molteplicità degli ambienti che la compongono. Difatti comprende vari poli industriali, come quello di San Nicola di Melfi, ma anche ambienti prettamente naturali come i laghi di Monticchio, la costa di Maratea (unico sbocco sul mare della provincia), la zona centrale della foresta lucana, il massiccio del Monte Sirino ed il vasto Parco nazionale del Pollino, condiviso con la Calabria e con sede a Rotonda, nella parte meridionale della provincia.
La città principale è Potenza, in cui è concentrata la maggior parte dei servizi della Pubblica amministrazione. Seconda città della provincia, per numero di abitanti, è Melfi. Lo sviluppo economico e demografico, di quella che fu la città di Federico II di Svevia, è dovuto principalmente alla presenza del polo industriale di San Nicola, dentro il quale sono collocate attività legate al settore automobilistico della FIAT. Fanno parte del territorio provinciale i laghi di Monticchio, il lago Sirino ed i laghi artificiali di Monte Cotugno, del Pertusillo, di Acerenza e del Rendina.
La provincia è stata ripetutamente colpita dai terremoti, tra i quali si citano il sisma del 1694, quello del 1851, quello del 1857, quello del 1930 e quello del 1980.
È attraversata dall'autostrada A2, alla quale si ha accesso attraverso quattro svincoli situati nei comuni di Lagonegro (Nord e Sud) e Lauria (Nord e Sud), nonché dal raccordo autostradale Sicignano-Potenza, che dalla stessa A2 si stracca all’altezza di Sicignano, attraversa la provincia longitudinalmente, e dopo Potenza prosegue fino allo Ionio diventando strada statale 407 Basentana.

## Comuni
La provincia di Potenza detiene il maggior numero di comuni, sul territorio lucano, rispetto alla vicina Provincia di Matera. Cinque di questi comuni sono di origine arbëreshë: Barile, Ginestra, Maschito, San Costantino Albanese e San Paolo Albanese. Alla provincia di Potenza appartengono i seguenti 100 comuni:
- Abriola
- Acerenza
- Albano di Lucania
- Anzi
- Armento
- Atella
- Avigliano
- Balvano
- Banzi
- Baragiano
- Barile
- Bella
- Brienza
- Brindisi Montagna
- Calvello
- Calvera
- Campomaggiore
- Cancellara
- Carbone
- Castelgrande
- Castelluccio Inferiore
- Castelluccio Superiore
- Castelmezzano
- Castelsaraceno
- Castronuovo di Sant'Andrea
- Cersosimo
- Chiaromonte
- Corleto Perticara
- Episcopia
- Fardella
- Filiano
- Forenza
- Francavilla in Sinni
- Gallicchio
- Genzano di Lucania
- Ginestra
- Grumento Nova
- Guardia Perticara
- Lagonegro
- Latronico
- Laurenzana
- Lauria
- Lavello
- Maratea
- Marsico Nuovo
- Marsicovetere
- Maschito
- Melfi
- Missanello
- Moliterno
- Montemilone
- Montemurro
- Muro Lucano
- Nemoli
- Noepoli
- Oppido Lucano
- Palazzo San Gervasio
- Paterno
- Pescopagano
- Picerno
- Pietragalla
- Pietrapertosa
- Pignola
- Potenza
- Rapolla
- Rapone
- Rionero in Vulture
- Ripacandida
- Rivello
- Roccanova
- Rotonda
- Ruoti
- Ruvo del Monte
- San Chirico Nuovo
- San Chirico Raparo
- San Costantino Albanese
- San Fele
- San Martino d'Agri
- San Paolo Albanese
- San Severino Lucano
- Sant'Angelo Le Fratte
- Sant'Arcangelo
- Sarconi
- Sasso di Castalda
- Satriano di Lucania
- Savoia di Lucania
- Senise
- Spinoso
- Teana
- Terranova di Pollino
- Tito
- Tolve
- Tramutola
- Trecchina
- Trivigno
- Vaglio Basilicata
- Venosa
- Vietri di Potenza
- Viggianello
- Viggiano

### Comuni più popolosi

Gonfalone provinciale

Le statistiche sono quelle ufficiali elaborate dall'ISTAT. Di seguito vengono elencati i comuni con più di diecimila abitanti:
| Stemma | Comune             | Popolazione (novembre 2024) |
| ------ | ------------------ | --------------------------- |
|        | Potenza            | 63 943                      |
|        | Melfi              | 16 949                      |
|        | Lavello            | 12 886                      |
|        | Rionero in Vulture | 12 447                      |
|        | Lauria             | 11 712                      |
|        | Venosa             | 10 673                      |
|        | Avigliano          | 10 500                      |

## Infrastrutture e trasporti

### Linee ferroviarie
Sono due le compagnie che gestiscono la rete ferroviaria nella provincia: RFI e le Ferrovie Appulo Lucane.
Le reti ferroviarie di RFI sono:
- Battipaglia-Potenza-Metaponto (elettrificata e a binario semplice)
- Foggia-Potenza (non elettrificata a binario semplice)
- Rocchetta Sant'Antonio-Gioia del Colle (non elettrificata a binario semplice)
- Avellino-Rocchetta Sant'Antonio che tocca solo alcuni comuni
- Ferrovia Tirrenica Meridionale unica linea fondamentale

Bisogna ricordare anche la ferrovia Sicignano degli Alburni-Lagonegro chiusa al traffico dal 1987.
Le linee ferroviare delle Ferrovie Appulo Lucane sono:
- Altamura-Avigliano Lucania-Potenza
- Avigliano Lucania-Avigliano Città

### Linee stradali

#### Autostrade
Nella provincia passa l'Autostrada A2, inoltre c'è il RA5 che si collega all'A2.

#### Strade statali e provinciali
Le principali strade della provincia sono:
- Strada statale 7 Via Appia
- Strada statale 18 Tirrenica Inferiore
- Strada statale 19 delle Calabrie
- Strada statale 92 dell'Appennino Meridionale
- Strada statale 94 del Varco di Pietrastretta
- Strada statale 95 di Brienza
- Strada statale 103 di Val d'Agri
- Strada statale 276 dell'Alto Agri
- Strada statale 381 del Passo delle Crocelle e di Valle Cupa
- Strada statale 407 Basentana
- Strada statale 585 Fondo Valle del Noce
- Strada statale 598 di Fondo Valle d'Agri
- Strada statale 653 della Valle del Sinni
- Strada statale 658 Potenza-Melfi

### Porti e aeroporti

#### Porti
Nel territorio si trova il porto turistico di Maratea.

#### Aeroporti
Il territorio comprende due aviosuperfici:
- Aviosuperficie a Grumento Nova
- Aviosuperficie a Pantano di Pignola